# Gale Harold

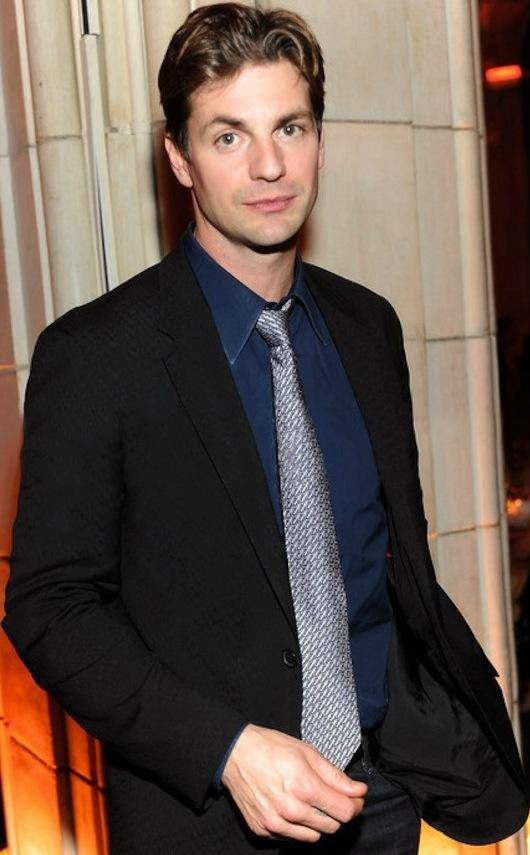
Gale Harold (2012)

Gale Morgan Harold III (* 10. Juli 1969 in Decatur, Georgia) ist ein US-amerikanischer Schauspieler. Bekannt wurde er durch die Rolle des Brian Kinney in der Fernsehserie Queer as Folk.

## Leben

### Jugend
Gale Harold wurde als Sohn eines Ingenieurs und einer Maklerin geboren und wuchs in Decatur bei Atlanta auf. Neben einer älteren Schwester hat er einen jüngeren Bruder. Er besuchte die öffentliche South West Dekalb High School in Decatur und die private The Lovett School in Atlanta.
Nach dem High-School-Abschluss ging er mit einem Fußballstipendium an die American University in Washington, D.C. Er wechselte nach San Francisco, um Kunst zu studieren. Seinen Lebensunterhalt bestritt er mit Jobs, unter anderem als Tischler und Motorradmechaniker.

### Film- und Fernsehen
Zur Schauspielerei kam Harold erst im Alter von 28 Jahren. Der Durchbruch gelang ihm mit der Serie Queer as Folk, in der er von 2000 bis 2005 die Rolle des homosexuellen Herzensbrechers Brian Kinney spielte. Danach war er unter anderem in den Produktionen Particles of Truth, Wake, Life on the Ledge, Father and Sons, Social Grace und The Unseen zu sehen. Harold betätigt sich auch als Filmproduzent (Scott Walker: 30 Century Man).
Bei der inzwischen abgesetzten FOX-Serie Vanished gehörte er ursprünglich zur Stammbesetzung; in Folge sieben wurde die von ihm dargestellte Figur Agent Graham Kelton aber bereits erschossen. Von 2008 bis 2009 hatte er eine Rolle in der Serie Desperate Housewives. In der Fernsehserie Hellcats spielte Harold von 2010 bis 2011 die Rolle des Julian Parrish. Von September 2011 bis Mai 2012 war er als Charles Meade in der The-CW-Serie The Secret Circle zu sehen.
Harolds deutsche Synchronstimme ist meistens Karlo Hackenberger.

### Theater
Von November 2006 bis Januar 2007 spielte er am Laura Pels Theatre am Broadway in dem Theaterstück Suddenly Last Summer (Plötzlich im letzten Sommer) von Tennessee Williams an der Seite von Blythe Danner und Carla Gugino die Rolle des Dr. Crukrowicz. Davor hatte Harold bereits in zwei weiteren Theaterstücken mitgewirkt: in Uncle Bob (am SoHo Playhouse in New York City) und in Me and My Friend (in Los Angeles am Los Angeles Theatre Center).

## Filmografie
- 2000–2005: Queer as Folk (Fernsehserie, 83 Folgen)
- 2000: 36K
- 2001: Mental Hygiene
- 2003: Street Time (Fernsehserie, 2 Folgen)
- 2003: Law & Order: Special Victims Unit (Fernsehserie, Folge 4x24)
- 2003: Wake
- 2005: Martha Behind Bars
- 2005: Life On The Ledge
- 2006: East Broadway
- 2006: The Unit – Eine Frage der Ehre (The Unit, Fernsehserie, Folge 1x07, 1x10)
- 2006: Deadwood (Fernsehserie, Folge 3x08–3x09)
- 2006: Vanished (Fernsehserie, 8 Folgen)
- 2007: Grey’s Anatomy (Fernsehserie, Folge 4x09–4x10)
- 2008–2009: Desperate Housewives (Fernsehserie, 15 Folgen)
- 2009: Passenger Side
- 2010: CSI: NY (Fernsehserie, Folge 6x22)
- 2010–2011: Hellcats (Fernsehserie, 9 Folgen)
- 2011: Fertile Ground
- 2011: Low Fidelity
- 2011–2012: The Secret Circle (Fernsehserie, 21 Folgen)
- 2013–2014: Defiance (Fernsehserie, 4 Folgen)
- 2014: Echo Park
- 2016: Kiss me, Kill me
- 2018: Criminal Minds (Fernsehserie, Folge 14x09)
- 2020: Equal (Fernsehserie, Folge 1x04)
- 2022: Good Girl Jane